# Gobelet (météorologie)
Pour les articles homonymes, voir Gobelet.

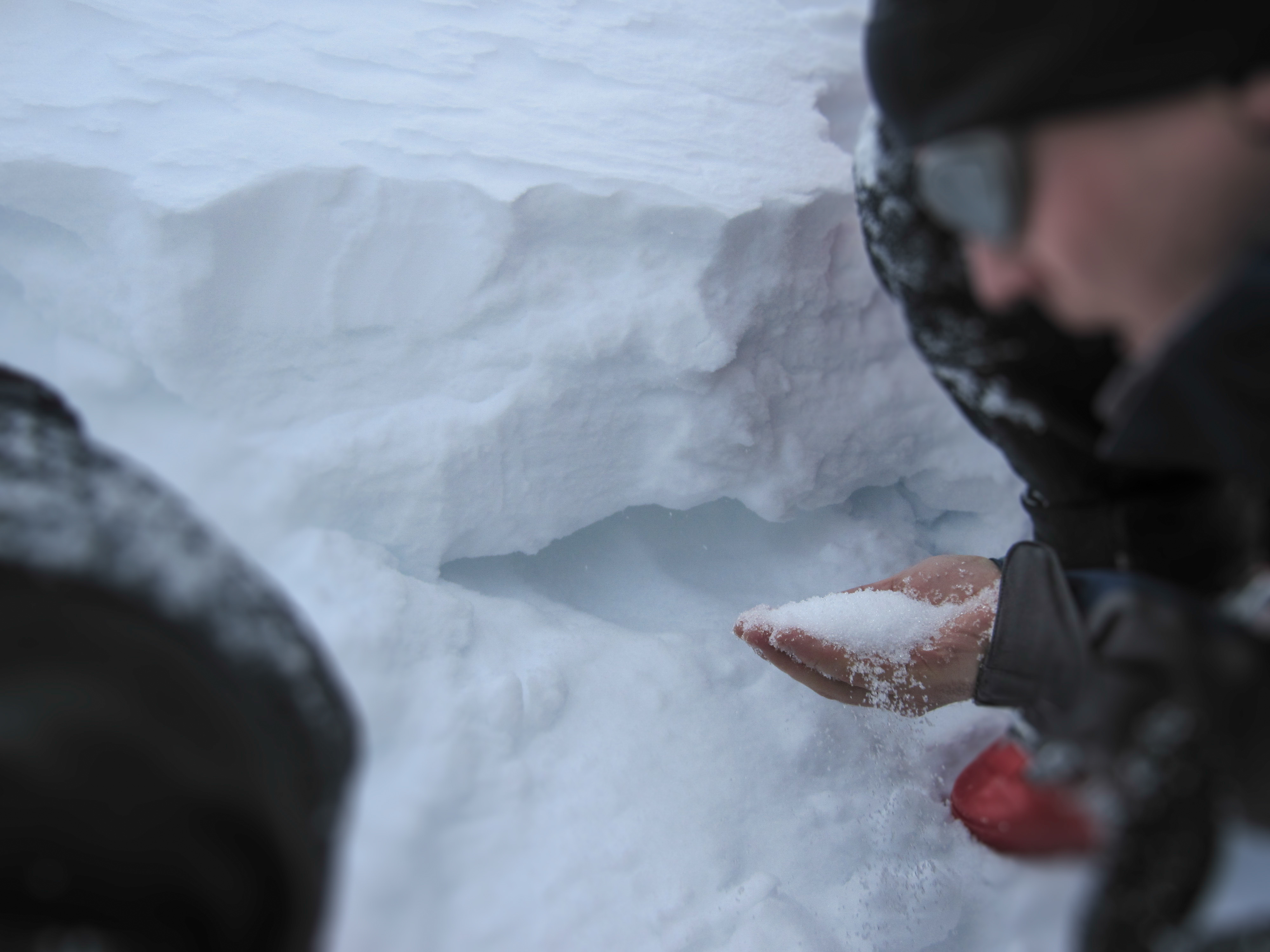
Givre de profondeur à l'intérieur du manteau neigeux.

En nivologie, les gobelets, également appelés givre de profondeur, sont des cristaux pyramidaux à base hexagonale produits par givrage de la vapeur d'eau dans la neige. Creux et surtout sans cohésion, ils s'effondrent facilement et constituent une couche fragile pouvant déterminer des avalanches dans une neige que l'on croit sûre car « transformée ».
Ils se produisent quand le manteau neigeux est le siège d'un fort gradient thermique (∇T > 20 °C/m) favorisant les phénomènes sublimation/givrage, qui sont essentiels à la croissance de ces cristaux. Ceci peut être le cas avec une première couche de neige automnale suivi d'une période de froid relativement intense sur plusieurs jours. Les gobelets formés se retrouvent alors en profondeur, à la base du manteau neigeux, sous les couches de neige suivantes. Ils contribuent alors à son instabilité sur une grande partie de l'hiver.

## Liens externes

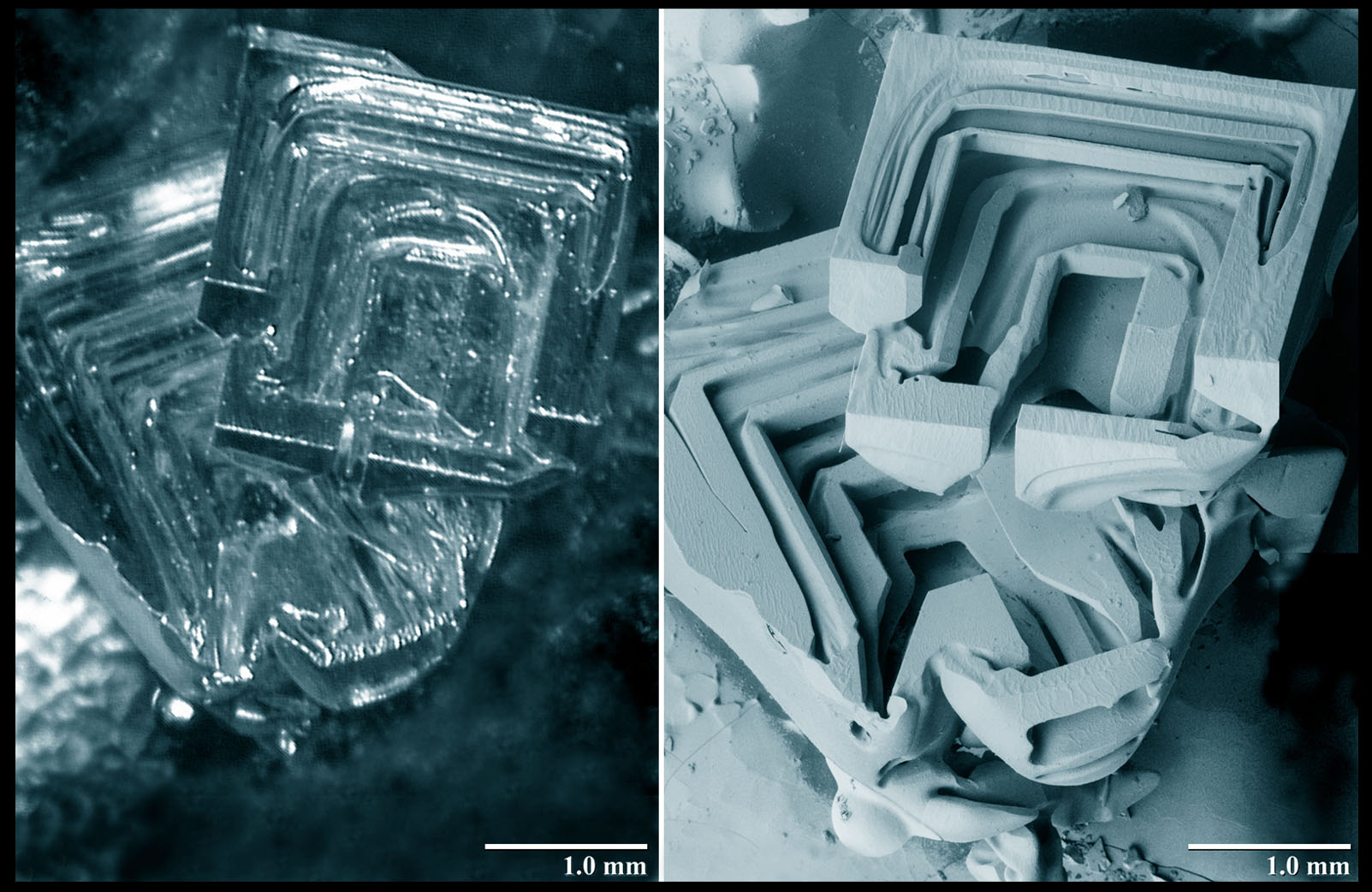
Gobelets / Exemple de cristaux de givre de profondeur observé au microscope.